# Campeonato Italiano de Rugby 1959-60
El Campeonato de Rugby de Italia de 1959-60 fue la trigésima edición de la primera división del rugby de Italia.

## Sistema de disputa
En la primera fase, los equipos disputaron una fase grupal, en donde en cada uno de los equipos enfrentaba a sus rivales en condición de local y de visitante, finalizada la fase de grupos, los mejores dos equipos clasifican a la fase final.
En la segunda fase, los equipos nuevamente se distribuyen en un grupo, en donde el mejor clasificado se corona campeón del torneo.

## Desarrollo
- Tabla de posiciones:[1]

### Fase Final
| Pos. | Equipo          | Encuentros | Encuentros | Encuentros | Encuentros | Tantos | Tantos | Tantos | Puntos |
| Pos. | Equipo          | PJ         | PG         | PE         | PP         | F      | C      | Dif    | Puntos |
| ---- | --------------- | ---------- | ---------- | ---------- | ---------- | ------ | ------ | ------ | ------ |
| 1.º  | Fiamme Oro      | 10         | 8          | 0          | 2          | 171    | 47     | +124   | 16     |
| 2.º  | Rugby Rovigo    | 10         | 6          | 0          | 4          | 127    | 64     | +63    | 12     |
| 3.º  | Partenope Rugby | 10         | 5          | 0          | 5          | 71     | 116    | -45    | 10     |
| 4.º  | Rugby Parma     | 10         | 4          | 1          | 5          | 82     | 112    | -30    | 9      |
| 5.º  | X Comiliter     | 10         | 3          | 1          | 6          | 97     | 160    | -63    | 7      |
| 6.º  | Amatori Milano  | 10         | 3          | 0          | 7          | 66     | 115    | -49    | 6      |

|  | Campeón. |

| Bandera de Italia  |
| Campeón Fiamme Oro |
| Tercer título      |